# Грациано, Лучано
Лучано "Луи" Грациано (англ. Luciano "Louis" Graziano, род. 6 февраля 1923) — американский военнослужащий, участник второй мировой войны. Последний живой свидетель капитуляции Германии. 

## Биография
Лучано родился 6 февраля 1923 года в семье сицилийских иммигрантов в Ист-Ороре.
В возрасте 20 лет, он получил письмо от своего дяди, в котором было указание явится на медицинский осмотр в Форт Ниагара. Хотя Луи знал, что США находится в состоянии войны, он не подозревал, что его призовут на фронт. Дав обещание защитить страну, Луи не знал, насколько сильно война изменит его жизнь. Позже, Грациано напишет книгу о своей военной карьере и последующей жизни («A Patriot's Memoirs of World War Ii: Through My Eyes, Heart, and Soul»)

### Военная деятельность
Луи участвовал в двух крупных сражениях — Высадка в Нормандии (Омаха-Бич) и арденнская операция. Во время высадки в Нормандии, 6 июня 1944, Луи познакомился с его будущей женой, тоже участницей второй мировой войны, Эулой Эстель Шейнифелт.

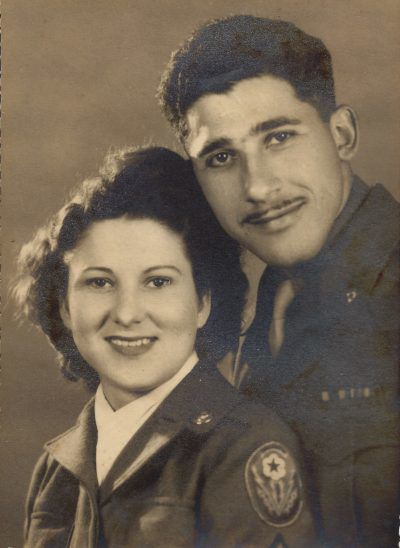
Лучано и его жена Эула

Грациано рассказывает, что до сих пор помнит, как Альфред Йодль зашёл в здание в Реймсе, и с серьёзным лицом подписал капитуляцию, а когда его спросили, понимает ли он, какой документ только что подписал, Йодль спокойно ответил «Ja, ja» (с нем. Да-да). После того, как Йодль покинул здание, Эйзенхауэр заказал себе шампанское, проведя с ближайшим лицами следующие 2 часа.

### После войны
После войны, в октябре 1945, он поженился на Эуле Эстель Шейнифелт. Пара провела медовый месяц в Париже, у них родилось 5 детей. 
Она была старшим сержантом, когда я её встретил
.

## Орден Почётного легиона
9 мая 2023 года, 100-летний Лучано был награждён Орденом Почётного легиона. На вручении присутствовали его семья и друзья.